# Teoria della percolazione
In fisica statistica e matematica, la teoria della percolazione descrive il comportamento di una rete quando vengono rimossi nodi o collegamenti. Questo è un caso di transizione di fase geometrica, poiché per valore critico della frazione rimossa la rete si rompe in cluster connessi significativamente più piccoli. Tale teoria è nata nel tentativo di descrivere matematicamente il fenomeno chimico-fisico della percolazione.

## Introduzione

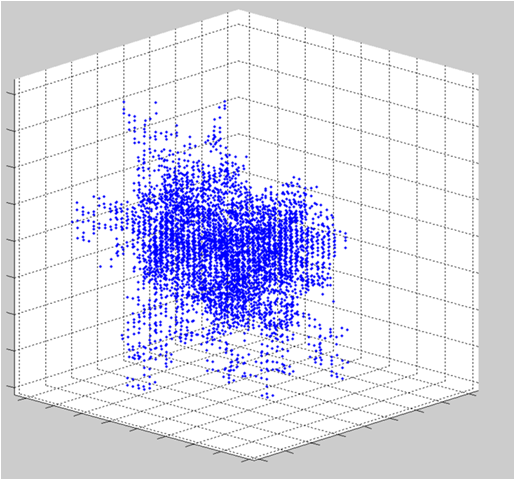
Un grafo tridimensionale in percolazione di sito

Percolazione di legame in un reticolo quadrato da p = 0,3 a p = 0,52

La teoria di Flory-Stockmayer è stata il primo tentativo di studiare i processi di percolazione.
Il problema alla base (da cui l'origine del nome) è il seguente. Supponiamo che del liquido venga versato sopra un materiale poroso. Il liquido riuscirà a farsi strada da un buco all'altro fino a raggiungere il fondo? Questa domanda fisica può essere modellizzata matematicamente come una rete tridimensionale di n × n × n vertici, solitamente chiamati "siti", in cui il bordo o i "legami" tra ogni due siti vicini possono essere aperti (consentendo il passaggio del liquido) con probabilità p, o chiusi con probabilità 1 – p, e si presume che siano indipendenti. Quindi, per un dato valore di p, qual è la probabilità che esista un percorso aperto (ovvero un percorso in cui ogni collegamento è un legame "aperto") dall'alto verso il basso? In particolare, si è interessati al comportamento per grandi valori di n. Questo problema, chiamato adesso percolazione di legame, è stato introdotto nella letteratura matematica da Boradbent e Hammersley (1957) e da allora è stato studiato intensivamente da matematici e fisici.
In un modello matematico leggermente diverso, un sito è "occupato" con probabilità p e "vuoto" (nel qual caso i suoi bordi vengono rimossi) con probabilità 1 – p ; il problema corrispondente è definito percolazione di sito . La domanda è la stessa: per un dato p, qual è la probabilità che esista un percorso che colleghi parte superiore e inferiore? Allo stesso modo, ci si può chiedere, dato un grafo connesso, per quale valore 1 – p il grafo si disconnetterà (ossia scompare il cammino che attraversa tutto il grafo).
Le stesse domande possono essere poste per qualsiasi dimensione del reticolo. Come è abbastanza frequente, in realtà è più facile analizzare reti infinite che semplicemente grandi. In questo caso la domanda corrispondente è: esiste un cluster aperto infinito? Cioè, esiste un percorso di punti connessi, di lunghezza infinita, che attraversa la rete? Per la legge zero-uno di Kolmogorov, per ogni dato p, la probabilità che esista un cluster infinito è zero o uno. Poiché questa probabilità deve essere una funzione crescente di p, dovrà esistere un p critico (indicato con pc) al di sotto del quale la probabilità è sempre 0 e al di sopra del quale la probabilità è sempre 1. In pratica, questa criticità è molto facile da osservare, anche senza avere n infinito. Anche per un valore di n relativamente piccolo come 100, la probabilità di un cammino aperto dall'alto verso il basso aumenta bruscamente da un valore molto vicino a 0 ad uno molto vicino a 1 in un breve intervallo di valori di p.

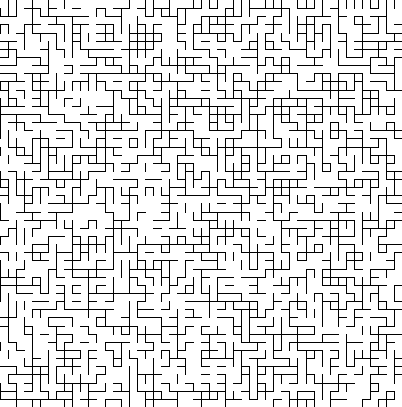
Dettaglio di una percolazione di legame su di un reticolo quadrato bidimensionale con probabilità di percolazione p = 0,51

Per la maggior parte dei grafici reticolari infiniti, il valore di pc non può essere calcolato in maniera esatta, sebbene in alcuni casi pc si possa. Per esempio:
- per il reticolo quadrato ℤ2  in due dimensioni, pc = {\displaystyle {\frac {1}{2}}} per la percolazione di legame, tale problema rimase una domanda aperta per più di 20 anni e che fu infine risolto da Harry Kesten nel 1982.[3] Nel caso della percolazione di sito, il valore di pc  non si può ricavare in modo analitico, ma solo da simulazioni numeriche di reticoli sufficientemente grandi.
- Un caso limite per reticoli di dimensione elevata è dato dal reticolo di Bethe, la cui soglia è pc = 1/(z − 1), per numero di coordinazione z. In altre parole: per un albero regolare di grado z, pc  è pari a 1/(z − 1).

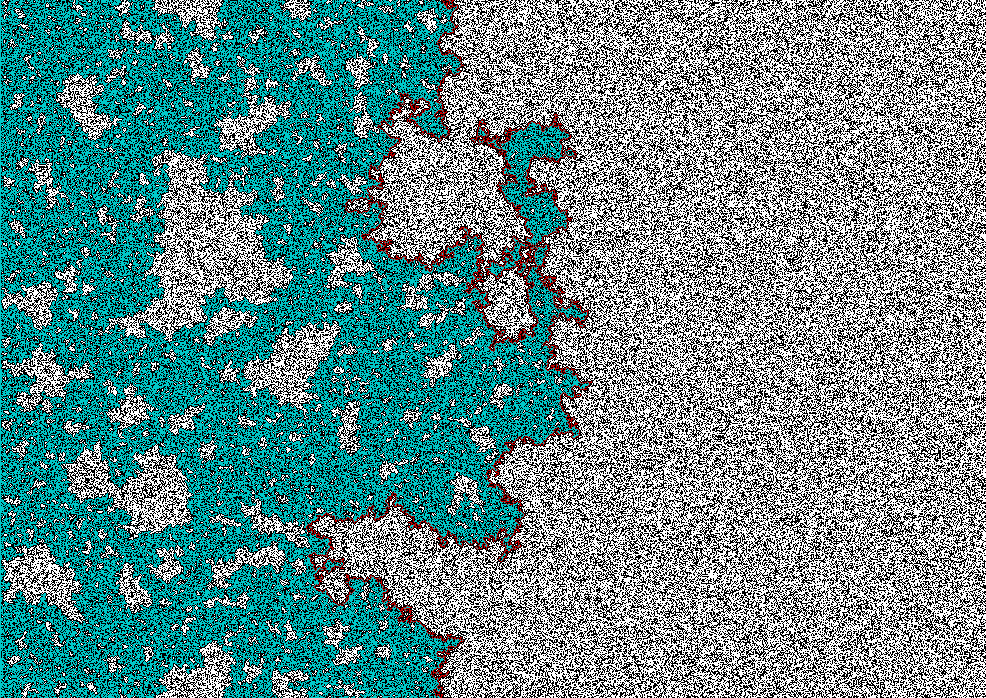
Fronte di percolazione su di un reticolo quadrato al valore di soglia.

- Per reti casuali di Erdős–Rényi di grado medio {\displaystyle \langle k\rangle }, pc = {\displaystyle 1/\langle k\rangle }.[4][5][6]

## Universalità
Il principio di universalità afferma che il valore numerico di pc è determinato dalla struttura locale del grafo, mentre il comportamento vicino alla soglia critica, pc, è caratterizzato da esponenti critici universali. Ad esempio, la distribuzione della taglia dei cluster al punto critico decade come legge di potenza con lo stesso esponente per tutti i reticoli bidimensionali. Questa universalità significa che, per una data dimensione, la dimensione frattale dei cluster in pc è indipendente dal tipo di reticolo e dal tipo di percolazione (ad es. legame o sito). Tuttavia, recentemente la percolazione è stata simulata su di un reticolo stocastico planare ponderato (WPSL) e si è scoperto che sebbene la dimensione del WPSL coincida con la dimensione dello spazio in cui è incorporato, la sua classe di universalità è diversa da quella di tutti i reticoli planari noti.

## Fasi

### Subcritica e supercritica
L'aspetto principale della fase subcritica è il "decadimento esponenziale". Cioè, quando p < pc, la probabilità che un punto specifico (ad esempio l'origine) sia contenuto in un cluster aperto (ovvero un insieme massimo connesso di bordi "aperti" del grafo) di dimensione r decade esponenzialmente a zero in funzione di r. Ciò è stato dimostrato per la percolazione in tre e più dimensioni da Menshikov (1986) e indipendentemente da Ainzenman e Barsky (1987). In due dimensioni, faceva parte della dimostrazione di Kesten il fatto che pc = 1/2.
Il grafo duale del reticolo quadrato ℤ2 è a sua volta il reticolo quadrato. Ne consegue che, in due dimensioni, la fase supercritica è duale a un processo di percolazione subcritica. Ciò fornisce essenzialmente le informazioni complete sul modello supercritico con d = 2. Il risultato principale per la fase supercritica in tre e più dimensioni è che, per N sufficientemente grande, esiste un cluster aperto infinito nella sezione bidimensionale ℤ2 × [0, N]d − 2 . Ciò è stato dimostrato da Grimmet e Marstrand (1990).
In due dimensioni con p < 1/2, esiste, con probabilità 1, un unico cluster chiuso infinito (un cluster chiuso è un insieme massimo di bordi "chiusi" connessi del grafo). Quindi la fase subcritica può essere descritta come isole aperte finite in un oceano chiuso infinito. Quando p > 1/2 si verifica esattamente l'opposto, con le isole chiuse finite in un oceano aperto infinito. L'immagine è più complicata quando d ≥ 3 poiché pc < 1/2 e vi è coesistenza di infiniti cluster aperti e chiusi per p tra pc e 1 − pc. Per la natura della transizione di fase della percolazione vedere Stauffer e Aharony e Bunde e Havlin. Per la percolazione delle reti vedere Cohen e Havlin.

### Criticità

Ingrandimento di un cluster di percolazione critica (fai clic per animare)

La percolazione ha una singolarità nel punto critico p = pc e molte proprietà seguono una legge di potenza di p - pc, vicino a pc . La teoria dello scaling prevede l'esistenza di esponenti critici, a seconda del numero d di dimensioni, che determinano la classe della singolarità. Quando d = 2 queste previsioni sono supportate da argomenti tratti dalla teoria di campo conforme e dall'evoluzione di Schramm-Loewner e includono i valori numerici previsti per gli esponenti. I valori degli esponenti sono dati in e . La maggior parte di queste previsioni sono congetturali tranne quando il numero d di dimensioni soddisfa d = 2 o d ≥ 6 . Esse includono:
- Non ci sono cluster infiniti (aperti o chiusi)
- La probabilità che ci sia un cammino aperto da qualche punto fisso (ad esempio l'origine) a una distanza di r diminuisce polinomialmente, cioè è dell'ordine di rα per certi α, tali che
  - α non dipende dal particolare reticolo scelto, o da altri parametri locali. Dipende solo dalla dimensione d (questo è un esempio del principio di universalità ).
  - αd diminuisce da d = 2 fino a d = 6 e poi rimane costante.
  - α2  = − 5/48
  - α6 = −1 .
- La forma di un grande cluster in due dimensioni gode di invarianza conforme.

Vedi Grimmett. In 11 o più dimensioni, questi fatti sono ampiamente dimostrati utilizzando una tecnica nota come lace expansion . Si ritiene che una versione della lace expansion debba essere valida per 7 o più dimensioni, magari con implicazioni anche per il caso limite a 6 dimensioni. Il collegamento della percolazione alla lace expansion si trova in Hara e Slade.
In due dimensioni, il primo fatto ("nessuna percolazione nella fase critica") è stato dimostrato per molti reticoli, sfruttando la dualità. Sono stati compiuti progressi significativi sulla percolazione bidimensionale mediante la congettura di Oded Schramm che il limite di scaling di un grande cluster possa essere descritto in termini di una evoluzione di Schramm-Loewner. Questa congettura è stata dimostrata da Smirnov nel 2001 nel caso speciale di percolazione di sito su di un reticolo triangolare.

## Modelli differenti
- Si definiscono percolazione diretta quei modelli in cui è presente anche l'effetto della forza di gravità che agisce sul liquido, furono introdotti in Broadbent a Hammersley,[2] ed hanno connessioni con i processi di contatto.
- Il primo modello ad essere stato studiato è la percolazione di Bernoulli. In questo modello tutti i legami sono indipendenti. Questo modello è chiamato percolazione di legame dai fisici.
- Una generalizzazione è stato in seguito introdotta come modello di cluster casuale di Fortuin–Kasteleyn, che ha molte connessioni con il modello di Ising e altri modelli di Potts.
- La percolazione di Bernoulli (legame) in grafi completi è un esempio di un grafo aleatorio. La probabilità critica è p = 1/N, dove N è il numero di vertici (siti) del grafo.
- La percolazione di bootstrap rimuove i siti attivi dal cluster quando sono troppo pochi siti vicini attivi, e analizza la connettività dei siti rimanenti.[17]
- La percolazione con collegamenti dipendenti è stata introdotta da Parshani et al.[18]
- Percolazione e modelli di diffusione di opinioni.[19]
- La percolazione sotto attacchi localizzati è stata introdotta da Berezin et al.[20] Vedere anche Shao et al.[21]
- La percolazione su reti modulari è stata studiata da Shay et al.[22] e Dong et al.[23]
- La percolazione per il traffico cittadino è stata introdotta da Daqing Li et al.[24]
- L'introduzione di recupero dei nodi e dei collegamenti di percolazione.[25]
- Percolazione in 2d con una caratteristica lunghezza di collegamento.[26] Questo percolazione mostra un nuovo caso di fenomeni di stretching critici vicino al punto critico della percolazione.[27]
- Un modello di percolazione generalizzato e decentralizzato che introduce una frazione di nodi rinforzati in una rete che può far funzionare e sostenere le proprie vicinanze è stato introdotto da Yanqing Hu et al.[28]

## Applicazioni

### In biologia, biochimica e virologia fisica
La teoria della percolazione è stata utilizzata per predire con successo la frammentazione dei gusci biologici dei virus (capsidi), con la soglia di frammentazione del capside del virus dell'epatite B prevista e rilevata sperimentalmente. Quando un numero critico di subunità è stato rimosso in modo casuale dal guscio nanoscopico, esso si frammenta e questa frammentazione può essere rilevata utilizzando la spettroscopia di massa di rilevamento della carica (CDMS) tra le altre tecniche a particella singola. Questo è un analogo molecolare del comune gioco da tavolo Jenga e ha rilevanza per lo smontaggio del virus.

### In ecologia
La teoria della percolazione è stata applicata negli studi sull'impatto della frammentazione dell'ambiente sugli habitat degli animali e sui modelli di diffusione del batterio della peste Yersinia pestis .

### Percolazione di reti interdipendenti multistrato
Buldyrev et al. svilupparono un modello per studiare la percolazione in reti multistrato con collegamenti di dipendenza tra i livelli. Sono stati trovati nuovi fenomeni fisici, comprese transizioni brusche e fallimenti a cascata. Quando le reti sono incorporate nello spazio diventano estremamente vulnerabili anche per una piccolissima frazione di collegamenti di dipendenza e per attacchi localizzati su una frazione zero di nodi. Quando viene introdotto il recupero dei nodi, viene trovato un ricco diagramma di fase che include punti multicritici, isteresi e regimi metastabili.

### Nel traffico
In articoli recenti, la teoria della percolazione è stata applicata per studiare il traffico in una città. La qualità del traffico globale in una città in un dato momento può essere caratterizzata da un unico parametro, la soglia critica di percolazione. La soglia critica rappresenta la velocità al di sotto della quale si può viaggiare in un'ampia frazione della rete cittadina. Al di sopra di questa soglia la rete cittadina si divide in gruppi di molte dimensioni e si può viaggiare all'interno di quartieri relativamente piccoli. Questo nuovo metodo è anche in grado di identificare i colli di bottiglia ripetitivi del traffico. Gli esponenti critici che caratterizzano la distribuzione delle dimensioni dei cluster di un buon traffico sono simili a quelli della teoria della percolazione. Si è anche scoperto che durante le ore di punta la rete del traffico può avere diversi stati metastabili di diverse dimensioni di rete e anche osservarsi l'alternanza tra questi stati. Uno studio empirico sulla distribuzione delle dimensioni spazio-temporali degli ingorghi è stato condotto da Zhang et al. Hanno trovato una legge di potenza universale approssimativa per la distribuzione delle dimensioni degli ingorghi in diverse città. Un metodo per identificare cluster funzionali di strade spazio-temporali che rappresentano il flusso di traffico fluente in una città è stato sviluppato da Serok et al.